# In the Name of Love
Az In the Name of Love (magyarul: A szerelem nevében) a lengyel Monika Kuszyńska dala, mellyel Lengyelországot képviselte a 2015-ös Eurovíziós Dalfesztiválon, Bécsben. A dal belső kiválasztás során nyerte el az eurovíziós indulás jogát, és 2015. március 9-én mutatták be nyilvánosan. A dalból később készült egy lengyel nyelvű változat is Obudź się i żyj (magyarul: Kelj fel és élj) címmel.

## Eurovíziós Dalfesztivál
A dalt az Eurovíziós Dalfesztiválon először a május 21-i második elődöntőben adta elő, fellépési sorrendben tizenhetedikként, utolsóként a Szlovéniát képviselő Maraaya Here for You című dala után. Az elődöntőből a nyolcadik helyen jutott tovább a május 23-i döntőbe, ahol fellépési sorrendben tizennyolcadikként lépett fel a Németországot képviselő Ann Sophie Black Smoke című dala után, és a Lettországot képviselő Aminata Love Injected című dala előtt. A pontozás során a huszonharmadik helyen végzett 10 ponttal.
A következő lengyel induló Michał Szpak Color of Your Life című dala volt a 2016-os Eurovíziós Dalfesztiválon.